# 52291 Мотт
52291 Мотт (52291 Mott) — астероїд головного поясу, відкритий 10 жовтня 1990 року.
Тіссеранів параметр щодо Юпітера — 3,206.